# Cytheropteron pacificum
Cytheropteron pacificum är en kräftdjursart som beskrevs av LeRoy 1943. Cytheropteron pacificum ingår i släktet Cytheropteron och familjen Cytheruridae. Inga underarter finns listade i Catalogue of Life.